# Murmentenkarspitze
Murmentenkarspitze är en bergstopp i Österrike.   Den ligger i distriktet Imst och förbundslandet Tyrolen, i den västra delen av landet, 400 km väster om huvudstaden Wien. Toppen på Murmentenkarspitze är 2 770 meter över havet, eller 56 meter över den omgivande terrängen. Bredden vid basen är 0,48 km.
Terrängen runt Murmentenkarspitze är huvudsakligen bergig, men den allra närmaste omgivningen är kuperad. Närmaste större samhälle är Imst, 12,4 km nordväst om Murmentenkarspitze. 
Trakten runt Murmentenkarspitze består i huvudsak av gräsmarker. Runt Murmentenkarspitze är det ganska glesbefolkat, med 35 invånare per kvadratkilometer.